# Jambi (stato)
Il sultanato di Jambi, detto anche sultanato di Djambi (in lingua aceh: Kesultanan Jambi) fu un sultanato esistito nell'attuale Indonesia, tra il 600 ed il 1906.

## Il territorio
Il territorio del sultanato di Jambi si estendeva per circa 50000 km² e confinava con i territori di Indragiri, Sumatra occidentale, Benkoelen e Palembang. Lungo il confine occidentale si trovava la zona montuosa con il monte più alto di Sumatra, il Korintji (3805 m). A Koerintij, negli altopiani vulcanici, c'è una depressione di 40 × 12 km piena di materiale alluvionale. Le prime indagini geologiche complete furono condotte da A. Tobler nel 1904-1912. La piovosità media è ancora oggi attorno ai 3000 mm, con la stagione più secca da aprile a ottobre.
Il censimento del 1915 mostrava una popolazione di 209.399 individui, di cui 1343 cinesi, 108 europei, 606 arabi e 45 di altre nazionalità. Nel 1905 la capitale contava un totale di 8 815 abitanti, e la sua area, con 4,26 (1912) e 5,5 abitanti per km² (1930), era tra le meno popolate di Sumatra.

## Storia

### Le origini
Fonti cinesi datate intorno all'anno 600 d.C. menzionano due regni a Sumatra: uno sulla costa con capitale Jambi e l'altro con capitale a Palembang; Jambi era forse il regno più importante all'epoca e quello tra i due più strettamente legato alla Cina. Jambi venne conquistato dall'impero Srivijaya dopo una lunga campagna militare attorno al 683. Nel XIV secolo, l'area cadde sotto l'influenza del regno giavanese di Majapahit quando era all'apice del suo potere. I malesi islamizzati, immigrati dal mare, costituivano la classe alta della società. Gli indigeni che praticavano la religiosità tradizionale vennero a più riprese respinti.
Il primo insediamento commerciale della Compagnia olandese delle Indie orientali a Jambi venne inaugurato il 15 settembre 1615 e rimase tale sino al 1768. A partire dal 1630 circa, gli intermediari cinesi vennero sempre più largamente utilizzati dai coloni olandesi. Dal 1640, al tempo dell'aggressiva espansione del sultanato di Aceh, il sultano di Jambi cercò di rivolgersi sempre più agli olandesi per ottenere un appoggio difensivo. Il sovrano, ad ogni modo, era così impopolare che dopo il 1690 che gran parte della popolazione emigrò altrove. La Compagnia olandese delle Indie orientali intervenne a più riprese nella politica locale e contribuì a mantenerlo al potere, avocandosi però dei diritti in campo commerciale e di sfruttamento delle risorse locali. Dal 1717 gli olandesi posero una loro piccola guarnigione permanente presso il forte di Muara Kompeh e tale rimase sino al ritiro degli olandesi nel 1868. Jambi era anche uno dei principali mercati degli schiavi dell'Indonesia.

### L'Ottocento

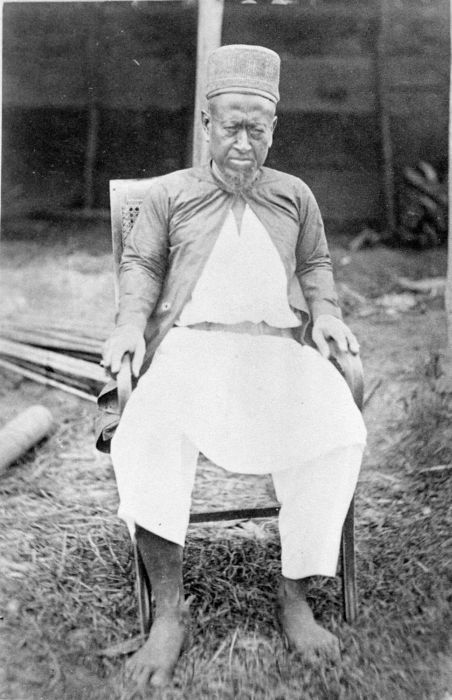
Il sultano Ahmad Nazaruddin bin Mahmud (regnante dal 1858 al 1881)

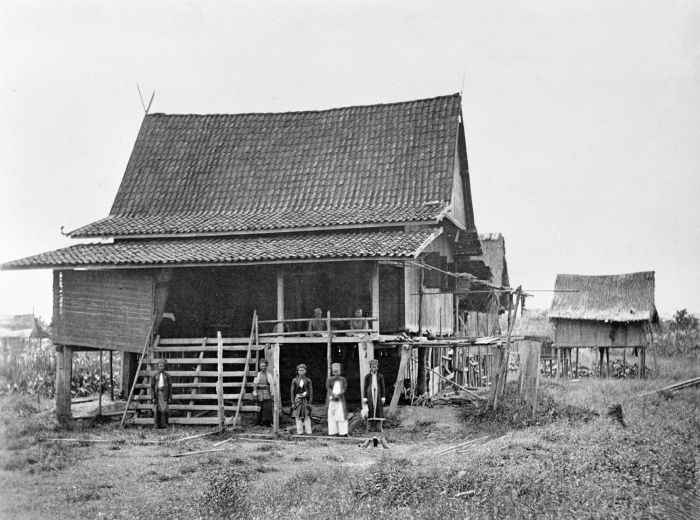
Il palazzo dei sultani di Jambi in una fotografia del 1878

Il tirannico sultano Mahudin (regnante dal 1811 al 1833) venne espulso dallo stato nel 1833 e si portò in esilio a Batavia. Il suo successore, il sultano Facharuddin, chiese l'aiuto degli olandesi nel contrastare le orde di pirati che infestavano le coste del suo regno, sostegno che ottenne in cambio dell'accettazione di una piccola guarnigione olandese in loco e di consentire il libero scambio agli olandesi, cedendo loro anche il monopolio del sale. Quando il suo successore Taha Safi ud-Din volle revocare le concessioni nel 1858, venne deposto a novembre di quello stesso anno tramite un intervento militare del governatore coloniale olandese e sostituito con suo zio Ahmad Nazaruddin († 1881). Un nuovo trattato, rese il sovrano un vero e proprio vassallo del governo di Batavia, vietandogli di condurre autonomamente la propria politica estera, estendendo la giurisdizione coloniale anche ad immigrati cinesi e arabi nel sultanato, ma promuovendo anche la vaccinazione obbligatoria contro il vaiolo. La firma di questo contratto era stata ritenuta necessaria dagli olandesi perché questi avevano notato un certo interesse da parte degli Stati Uniti nell'area in quanto, già nel 1852, l'avventuriero Walter Murray Gibson si era recato in loco, seguito poi da altre missioni compiute dalla marina statunitense. Dal 1860 a corte prese residenza stabile un agente politico olandese. Ulteriori interventi si ebbero nel 1868, nel 1878 e nel 1881 e tutti portarono all'espansione del controllo coloniale. Come nel 1857, Taha tentò più volte di convincere il califfo a riconoscerlo come uno stato musulmano indipendente sotto la sovranità ottomana. La spedizione di Sumatra del 1877-1879 portò al rischio che la guarnigione fosse attaccata dai sostenitori di Tahas e per questo venne ulteriormente rinforzata.
Dopo che tre europei furono assassinati nel 1883 e scoppiarono disordini ripetutamente nel 1885/56, nel 1888 e nel 1895, il sovrano fu finalmente degradato a livello di "re-fantoccio". Il sultano Zain ud-Din (in carica dal 1885) nominò suo figlio Tahas quale principe ereditario a sette anni. Sebbene gli fosse permesso di muoversi liberamente all'interno del suo "impero", doveva riferire all'agente politico olandese ogni trimestre. Il sultano fu compensato per la crescente perdita di potere con il progressivo aumento del suo appannaggio personale.

#### La rivolta di Jambi

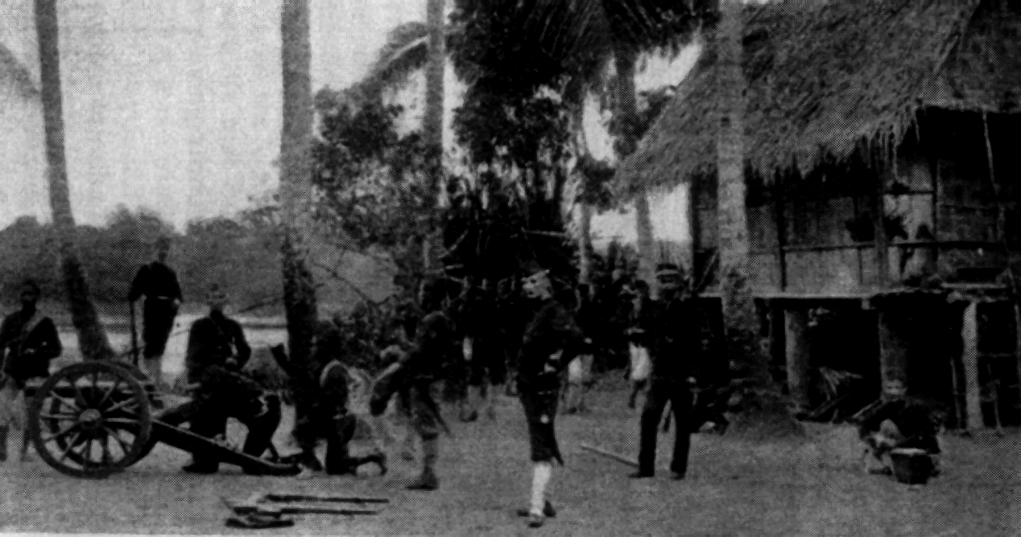
L'artiglieria coloniale olandese avanza a Dorfe Rantau Kapas Muda (1902)

Nel giugno del 1899, il sultano Zain ud-Din († 21 maggio 1903), fratello di Tahas, che era stato principe ereditario dal 1881 al 1885 e regnò dal settembre 1886, fu costretto a dimettersi dagli olandesi. Il potere coloniale era infatti intervenuto in maniera più diretta nell'amministrazione del sultanato in considerazione delle risorse naturali presenti. Secondo le imposizioni degli olandesi, il sultano venne sostituito ma il suo successore sarebbe stato costretto a firmare un contratto con i coloni europei che richiedeva la completa sottomissione ai Paesi Bassi. Nonostante i numerosi tentativi da parte del residente olandese a Palembang, ad ogni modo, il corpo elettorale non riuscì a trovare nessuno abile ad essere eletto al trono sino al giugno del 1901, assumendo la carica di sultano il 27 febbraio successivo.
Dopo aver abbandonato la politica di non interferenza che era stata perseguita sin dal 1870 da parte dell'Aia, nel settembre 1901 il residente olandese ottenne dalla madrepatria il permesso di procedere militarmente contro una serie di guerriglieri che vivevano nella giungla e che si opponevano alla presenza degli olandesi in loco. A questi incidenti si aggiunse l'incidente dell'avventuriero ungherese Karl Hirsch, il quale finse di essere un colonnello ottomano e indusse i ribelli a credere di poter ottenere il riconoscimento della sovranità da parte degli ottomani a pagamento. I disordini ad ogni modo non si placarono sino al 1907. I sudditi fedeli al Sultano non si schierarono sempre con i ribelli, ma talvolta sostennero invece i governatori coloniali.

### Dal 1907 al 1941
I membri sopravvissuti della famiglia regnante vennero estromessi da Jambi e reinsediati altrove. Sebbene godessero ancora del rispetto in società, divennero sempre più poveri dal momento che l'appannaggio che ricevevano da parte del governo olandese venne annullato con la decadenza del sultanato nel 1901. A loro rimaneva una guarnigione privata composta da 3 ufficiali e 240 gendarmi. Nel 1909, a Jambi, si scatenò un'epidemia di colera. Lo scrittore tedesco Hermann Hesse visitò la regione nel 1911 ed ebbe modo di descriverla come "pacificata", ma poco dopo scoppiò invece una rivolta contadina nel 1916, dovuta all'arretratezza economica in cui vessava l'intera area. Il distretto di Korintij fu annesso alla Sumatra occidentale nel 1921.

### Dal 1942 al 1951

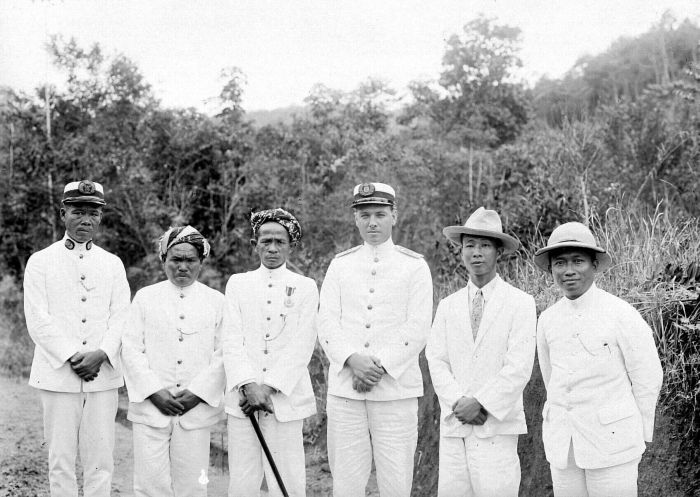
Amministratori coloniali a Jambi nel 1939

Durante la seconda guerra mondiale, a Jambi venne allestito uno dei 19 campi di internamento di Sumatra, diretto dall'amministrazione giapponese che occupò le isole. Gli ultimi internati furono portati altrove nel 1944.
A Jambi, che non era stata occupata dagli inglesi alla fine del 1945, fu inizialmente istituita un'amministrazione repubblicana. A novembre, il principe Raden Inoue Kertopati, figlio di Taha, che all'epoca aveva circa 60 anni, venne nominato amministratore civile. Tuttavia, c'era una forte tendenza separatista tra gli abitanti conservatori che volevano di nuovo un sultanato. Questa fazione, a cui in seguito si unì anche Kertopati, invitò ripetutamente gli olandesi a cacciare le truppe repubblicane. Quando ad ogni modo Sukarno e Mohammad Hatta visitarono il luogo dal luglio al novembre 1948, ricevettero un caloroso benvenuto in ogni villaggio, promuovendo la ripresa delle esportazioni di gomma. Il 29/30 dicembre 1948 i paracadutisti coloniali effettuarono una "azione di polizia", a seguito della quale circa tre quarti della capitale furono distrutti. Vi furono numerose segnalazioni di saccheggi e sparatorie arbitrarie sui civili. Un governo regionale provvisorio venne creato nel marzo 1949, il Dewan Jambi Sementara, il quale tentò invano di creare un sultanato autonomo all'interno dell'unione indonesiana. A dicembre il governo repubblicano infine assunto l'amministrazione del territorio in seno alla repubblica indonesiana. Dopo l'indipendenza, la regione divenne parte della provincia di Sumatra centrale e nel 1957 fu creata la provincia autonoma di Jambi.

## Sultani di Jambi
- 1687 – 1696	Kyai Gede Hilir Jambi
- 1696 - 1721	Abdul Rahman I
- 1770 - 1790	Ahmad Zainuddin
- 1790 – 1812	Ratu Seri Ingalaga
- 1812 – 1833	Agung Seri Ingalaga
- 1833 – 1841	Mahmud Keramat
- 1841 – 1855	Abdul Rahman Nazaruddin bin Mahmud
- 1855 – 1858	Thaha Syaifuddin bin Muhammad (1° regno)
- 1858 – 1881	Ahmad Nazaruddin bin Mahmud
- 1881 – 1885	Muhammad Muhieddin bin Abdul Rahman
- 1885 – 1899	Ahmad Zainul Abidin bin Muhammad
- 1900 – 1904	Thaha Syaifuddin bin Muhammad (2° regno)
- 1904	Dihancurkan Belanda
- 2012 - oggi	Abdurrachman Thaha Safiuddin